# Don’t Dream It’s Over
Don’t Dream It’s Over ist ein Lied von Crowded House aus dem Jahr 1986, das von Neil Finn geschrieben und von Mitchell Froom produziert wurde. Es erschien auf dem Album Crowded House.
1991 nahm Paul Young eine Coverversion auf, in der die vierte der sechs Strophen von Paul Carrack von Mike & the-Mechanics gesungen wurde (Young ist nicht identisch mit  Paul Young, auch Sänger bei Mike & the Mechanics).

## Geschichte
Im Lied werden die Themen Realität und Freiheit behandelt. Don’t Dream It’s Over wurde weltweit am 1. Oktober 1986 veröffentlicht, in Kanada und Neuseeland wurde der Song ein Nummer-eins-Hit.
Seit der Veröffentlichung hörte man die New Wave/College Rock-Ballade in vielen Fernsehsendungen wie Beverly Hills, 90210 und Summerland Beach. Auch in der Episode Hard Rock von Miami Vice, in der Episode Beförderung mit Hindernissen von American Dad sowie in der Verfilmung von Stephen Kings Roman The Stand fand das Lied Verwendung. Das Musikvideo enthält einige surreale Spezialeffekte wie schwebende Teller oder eine sich auswickelnde Filmrolle.
Das Musikvideo wurde bei den MTV Video Music Awards 1987 mit einem Award in der Kategorie Best New Artist in a Video ausgezeichnet.

## Besetzung
- Gesang und Gitarre – Neil Finn
- E-Bass – Nick Seymour
- Schlagzeug – Paul Hester
- Keyboard – Mitch Froom

## Kommerzieller Erfolg

### Chartplatzierungen
| ChartsChartplatzierungen       | Höchstplatzierung | Wochen |
| ------------------------------ | ----------------- | ------ |
| Deutschland (GfK)              | 13 (13 Wo.)       | 13     |
| Neuseeland (RMNZ)              | 1 (20 Wo.)        | 20     |
| Vereinigte Staaten (Billboard) | 2 (24 Wo.)        | 24     |
| Vereinigtes Königreich (OCC)   | 25 (13 Wo.)       | 13     |

| ChartsJahrescharts (1987)      | Platzierung |
| ------------------------------ | ----------- |
| Neuseeland (RMNZ)              | 4           |
| Vereinigte Staaten (Billboard) | 13          |

### Auszeichnungen für Musikverkäufe
| Land/Region                  | Auszeichnungen für Musikverkäufe (Land/Region, Auszeichnung, Verkäufe) | Verkäufe  |
| ---------------------------- | ---------------------------------------------------------------------- | --------- |
| Australien (ARIA)            | 9× Platin                                                              | 630.000   |
| Dänemark (IFPI)              | Platin                                                                 | 90.000    |
| Neuseeland (RMNZ)            | 6× Platin                                                              | 180.000   |
| Spanien (Promusicae)         | Platin                                                                 | 60.000    |
| Vereinigtes Königreich (BPI) | Platin                                                                 | 600.000   |
| Insgesamt                    | 18× Platin ·                                                           | 1.560.000 |

## Coverversionen
- 1991: Paul Young
- 1991: Antonello Venditti
- 1993: Paul Shaffer
- 1994: The Flying Pickets
- 1998: Neil Finn
- 2001: Faith No More
- 2002: Donny Osmond
- 2003: Sixpence None the Richer
- 2003: Denise Jannah
- 2004: Florence Joy
- 2004: Richard Clayderman
- 2005: Patrizio Buanne
- 2005: Howie Day
- 2006: Massimo Ranieri
- 2010: Susan Boyle
- 2012: Glee Cast
- 2015: Miley Cyrus und Ariana Grande
- 2015: Diana Krall
- 2017: The Head and the Heart
- 2017: Shane Filan